# コグニティブ端末
コグニティブ端末 (Cognitive terminal) は携帯用無線端末のひとつの形式で、複数の無線回線の中から随時最適なものに切り替えながら通信する無線端末装置。
無線LAN、携帯電話、モバイルWiMAXなどの無線環境を常に監視して、自動的に通信状態が最良の回線へ接続先を換える無線端末である。現在のところ、コグニティブ端末に関する標準はなく、用語の定義も幾分あいまいであるが、主にデータ通信での利用が想定されている。従来の無線端末では、通信に支障が出るまでは1つの回線を使い続けようとするが、コグニティブ端末では積極的・動的に切り替えて通信する。
このような機能を実現するためには、無線端末装置側の対応だけでなく基地局より元の通信ネットワーク側でのコグニティブ無線対応のスイッチ装置設置が必要になる。同一のパケットを異種の無線回線で送り先に着いたものを利用する形や、パケットを異種の無線回線に分散して送るものなどさまざまな形態が考えられている。
日本では、総務省の委託を受けた数社が開発を進めているが、実用化は早くても2012年 - 2015年頃であろうとされている。